# 家政婦的見證
《家政婦的見證》（日语：／ Kaseifu Wa Mita ?），是日本朝日電視台的電視劇系列。最早的版本分別為1983－2008年的26集單元劇，以及於1997年播出的10集連續劇，皆由市原悅子主演。本條目僅介紹米倉涼子主演版。為慶祝開播55週年，2014年3月2日推出單集特別劇第一部，播出時間為21:00－23:19。2015年12月5日推出第二部，播出時間為21:00－23:19。台灣播出的第一部分為上下篇，2014年7月12日晚間9點及7月13日晚間7點在緯來日本台播出，劇名改為《派遣家政婦2014》；第二部於2016年4月9日晚間10點在緯來日本台播出，劇名改為《派遣家政婦～潛入帝國真珠～》。此劇部分角色沿用前作熱空氣的設定。

## 劇情簡介

### 第一部
不起眼的外貌，雇主對她完全毫無戒心。下了班的她，事實上是個電力十足的大美女。因為不堪回想的慘痛經歷，而刻意隱瞞自己的真正外貌。這是西瓜皮髮型、戴著黑色眼鏡的派遣幫傭（「家政婦」）澤口信子（米倉涼子飾）親身經歷的另一個故事…
完成了稻村家的派遣幫傭工作後，信子被派到經營整形外科的上原家服務。這個家庭正在上演一場同父異母兄弟的家產爭奪戰，上原家的私生女以一個月200萬圓高價僱請信子，名義上是請信子擔任上原家的幫傭，實際上是因為自己的身分，在家產爭奪戰處於不利的情況，兄嫂們視她為眼中釘，為求自保，只能請求信子設法保護她…

### 第二部
帝國真珠公司名為「金星」的高級珍珠遭人盜竊，其價值在紐約能買下一棟高級大樓。事件曝光後，「帝國真珠」的股價急速下跌。此事件也造成以帝國真珠會長（董事長）岩倉壽三郎（西田敏行飾）為首、及現任社長（總經理），壽三郎的同父異母的妹妹恒子（財前直見飾）之間的對立情勢。從新聞報導得知岩倉家内部紛爭的澤口信子（米倉涼子飾），再次隱藏自己的美貌，化身為西瓜皮髮型、戴著黑色眼鏡的不起眼派遣家政婦，至岩倉家擔任幫傭。
信子會來到岩倉家，其實是有原因的。她在展場上遇見一位神秘的男子，此人稱讚她如同名畫《戴珍珠耳環的少女》中的女子一般美麗，希望她也能像畫中的少女一樣，戴上這付名貴的珠寶。此言一出引發在場記者的爭相採訪，驚訝不已的信子正想趁機離開之際，展場展出了高貴的珍珠耳環，此人隨後向展場銷售人員買下了該付耳環。信子直覺該男子與「金星」竊盜案有重大關聯。之後真的如信子所預料，此神秘男子出現在岩倉家。
帝國真珠董事長與總經理之間的紛爭越演越烈，然而「帝國真珠」的股價卻謎樣的急速上昇。偷走「金星」的犯人是誰？「金星」是如何消失無蹤的？神秘男子的真實身分是誰？信子藉由到岩倉家擔任幫傭之際，開始暗中調查這一切事件的真相…

## 登場人物

### 協榮家政婦派遣公司
- 澤口信子（前作姓氏：河野）：米倉涼子（香港配音：黃玉娟）

協榮家政婦派遣公司所屬的派遣家政婦。
- 平田牧子：東千鶴（香港配音：許盈）

協榮家政婦派遣公司負責人。
- 加藤靜（加藤シズ）：岩本多代

協榮家政婦派遣公司所屬的派遣家政婦。
- 小林裕美（小林ヒロミ）：伊藤麻實子

協榮家政婦派遣公司所屬的派遣家政婦。
- 宮田：大草理乙子

協榮家政婦派遣公司所屬的派遣家政婦。
- 矢作雅枝（矢作まさ枝）：增田久美

協榮家政婦派遣公司所屬的派遣家政婦。
- 高原綠（高原みどり）：廣瀬美佳

協榮家政婦派遣公司所屬的派遣家政婦。

### 第一部

#### 上原家
- 中村朱實：北乃紀伊（香港配音：吳羨婷）

秀光的私生女。
- 上原秀光：伊東四朗（香港配音：譚炳文）
- 上原夏雄：尾美利德（香港配音：張炳強）

秀光的長子，為秀光與已故妻子所生。
- 上原美智子：松下由樹（香港配音：沈小蘭）

夏雄的妻子。
- 上原雄次郎：長谷川朝晴（香港配音：張錦江）

秀光的次子，為秀光與現任妻子所生。
- 上原惠子：北川弘美（香港配音：袁淑珍）

雄次郎的妻子。
- 山尾元太郎：橋爪功（香港配音：陳曙光）

上原家的管家，受秀光的委託代為照顧朱實。

#### 俱樂部「染井」
- 染井曉子：筒井真理子（香港配音：黃麗芳）

俱樂部「染井」的媽媽桑。
- 高杉傳吉：六平直政（香港配音：招世亮）

「染井」的常客。吉源建設公司社長。

#### 其他
- 岡野弘子：室井滋（香港配音：林丹鳳）

不斷騷擾信子的女子。
- 高橋：利重剛

上原家的法律顧問。
- 姿：日野陽仁

刑事。
- 北村泰山：佐野史郎（香港配音：潘文柏）

占卜師。
- 其他演員：矢柴俊博、高部愛、日野陽仁、岡山一、實戶美和公、内倉憲二、蓬萊照子、加賀谷圭、江戶松徹、棚橋夏注、中村真知子、原千果子

### 第二部

#### 岩倉家
- 岩倉恒子：財前直見（香港配音：沈小蘭）

帝國真珠社長。珠一郎的女兒。
- 岩倉匡子：高泉淳子（香港配音：黃麗芳）

壽三郎之妻。
- 岩倉真也：池田鐵洋（香港配音：潘文柏）

恒子的丈夫。
- 山口紗也加（山口さやか）：菜菜緒（香港配音：張頌欣）

壽三郎與情婦所生的孩子。
- 大高治樹：金子貴俊

壽三郎與情婦所生的孩子。
- 岩倉珠助：高橋琉晟（香港配音：魏惠娥）

壽三郎與情婦所生的孩子。
- 岩倉壽三郎：西田敏行（香港配音：朱子聰）

帝國真珠的會長。珠一郎的兒子。

#### 其他
- 竹宮道夫：橫田榮司（香港配音：蕭徽勇）

神謎男子。
- 飯田武男：大倉孝二

酒舖老闆。
- 田添：槙田雄司

週刊「東京藝能」的記者。
- 馬克・坂本：松尾貴史（香港配音：陳廷軒）

A&M控股公司的日本分公司社長。
- 緒方健次郎：田山涼成（香港配音：陳永信）

律師，帝國珍珠的法律顧問。
- 小川芳子：池田道枝

信子前夫的母親。
- 樋口：寺田農

巡査部長。

## 製作團隊
- 劇本：竹山洋
- 導演：松田秀知
- 音樂：荻野清子
- 技術協助：TAKE SYSTEMS CO.,LTD
- 視覺特效及美術協助：TV Asahi Create
- 企劃協助：古賀誠一
- 執行製作：五十嵐文郎
- 總製作人：内山聖子
- 製作人：峰島步、菊地裕幸（The Works）、大垣一穗（The Works）
- 製作協助：The Works
- 製作出品：朝日電視台

## 播出日程（米倉涼子版）
- 第1作為「慶祝開播55週年」。

| 集數                                 | 播出日期      | 日文標題 | 中文標題 | 劇本   | 導演     | 收視率 |
| ------------------------------------ | ------------- | -------- | --- | ------ | -------- | ------ |
| 1                                    | 2014年3月2日  |          | 繼承資產300億的美容整形診所！混雜不清的秘密？ 〜DNA鑑定 銀座女王的私生女？逃稅…誘拐…家政婦揭開充滿謊言的女子的真面目！                                | 竹山洋 | 松田秀知 | 17.4%  |
| 2                                    | 2015年12月5日 |          | 資產1000億〜華麗的珍珠家族的動盪秘密......！？ 因「金星」失竊，謊言破滅而引發的家庭紛爭！？爭奪遺產的兄嫂VS.媳婦VS.情婦......骨肉之間的糾紛！雙面女人 | 竹山洋 | 松田秀知 | 12.6%  |
| 收視率由Video Research於關東地區統計 |               |          | |        |          |        |

## 外部連結
- 朝日電視台第一部官方網站（页面存档备份，存于）（日語）
- 朝日電視台第二部官方網站（页面存档备份，存于）（日語）
- 緯來日本台第一部官方網站（页面存档备份，存于）（繁體中文）
- 緯來日本台第二部官方網站（页面存档备份，存于）（繁體中文）

## 節目的變遷
| 日本 朝日電視台 21:00－23:19 | 日本 朝日電視台 21:00－23:19             | 日本 朝日電視台 21:00－23:19 |
| ---------------------------- | ---------------------------------------- | ---------------------------- |
|                              | 家政婦的見證 （2014年3月2日） （第一部） |                              |
| -                            | -                                        |                              |

| 日本 朝日電視台 21:00－23:19 | 日本 朝日電視台 21:00－23:19              | 日本 朝日電視台 21:00－23:19 |
| ---------------------------- | ----------------------------------------- | ---------------------------- |
|                              | 家政婦的見證 （2015年12月5日） （第二部） |                              |
| -                            | -                                         |                              |

| 台灣 緯來日本台 週六 21:00 -                           | 台灣 緯來日本台 週六 21:00 -                                   | 台灣 緯來日本台 週六 21:00 - |
| ------------------------------------------------------ | -------------------------------------------------------------- | ---------------------------- |
|                                                        | 派遣家政婦2014 （2014年7月12日）                               |                              |
| 日本第一女社長 （2014年7月5日）                        | 女人要看的事（21:00）HERO2（22:00） （2014年7月19日－9月27日） |                              |
| 週六 22:00 - 24:10                                     |                                                                |                              |
| （2016年1月16日－3月26日） 男女糾察隊 （2016年4月2日） | （2016年4月9日）                                               | （2016年4月30日－6月25日）   |

| 香港 無綫網絡電視煲劇1台 星期日 14:00 - 16:15及20:45 - 23:00                              | 香港 無綫網絡電視煲劇1台 星期日 14:00 - 16:15及20:45 - 23:00 | 香港 無綫網絡電視煲劇1台 星期日 14:00 - 16:15及20:45 - 23:00 |
| ----------------------------------------------------------------------------------------- | ------------------------------------------------------------ | ------------------------------------------------------------ |
|                                                                                           | 特務女管家 （2014.09.21）                                    |                                                              |
| 汽車夢飛翔 （2014.09.07 - 2014.09.14）                                                    | 35歲高中生 （2014.09.28 - 2014.11.02）                       |                                                              |
| 香港 無綫網絡電視日劇台 星期日 13:30 - 15:30、16:30 - 18:30、19:30 - 21:30及22:30 - 00:30 |                                                              |                                                              |
| 契爸唔易做~成長大作戰 （2017.01.15）                                                      | 特務女管家 （2017.01.22） 特務女管家2 （2017.01.29）         | 一代女當家 （2017.02.05）                                    |